# Gare de Sandweiler - Contern
La gare de Sandweiler - Contern est une gare ferroviaire luxembourgeoise de la ligne 3, de Luxembourg à Wasserbillig-frontière, située sur le territoire de la commune de Sandweiler, à proximité de Contern, dans le canton de Luxembourg.
Elle est mise en service en 1861 par la Compagnie des chemins de fer de l'Est, l'exploitant des lignes de la Société royale grand-ducale des chemins de fer Guillaume-Luxembourg. C'est une halte ferroviaire de la Société nationale des chemins de fer luxembourgeois (CFL), desservie par des trains Regional-Express (RE) et Regionalbunn (RB).

## Situation ferroviaire
Établie à 327 mètres d'altitude, la gare de Sandweiler - Contern est située au point kilométrique (PK) 7,100 de la ligne 3, de Luxembourg à Wasserbillig-frontière, entre les gares de Cents-Hamm et d'Oetrange.

## Histoire
La station de Sandweiler - Contern est mise en service par la Compagnie des chemins de fer de l'Est, l'exploitant des lignes de la Société royale grand-ducale des chemins de fer Guillaume-Luxembourg, lors de l'ouverture à l'exploitation la ligne de Luxembourg à Wasserbillig et à la frontière allemande le 29 août 1861.
En 2014 l'ancien bâtiment voyageurs est toujours présent, mais il n'est plus utilisé par les voyageurs. La gare est déplacée de plusieurs centaines de mètres vers l'est en 2016 dans le cadre de la pose de la 2e voie entre Luxembourg et Sandweiler ; l'ancien bâtiment n'a toutefois pas été détruit.

## Service des voyageurs

### Accueil
Halte CFL, c'est un point d'arrêt non géré (PANG) à accès libre. Elle dispose de deux abris. Un souterrain permet la traversée des voies et le passage d'un quai à l'autre. La halte est équipée d'un automate pour l'achat de titres de transport.

### Desserte
Sandweiler - Contern est desservie par des trains Regional-Express (RE) et Regionalbunn (RB) qui exécutent les relations suivantes, :
- Luxembourg - Wasserbillig - Trèves-Hbf - Coblence-Hbf.

### Intermodalité
Un parc pour les vélos (6 places) et un parking pour les véhicules (28 places) y sont aménagés. La gare possède deux parkings à vélo sécurisés mBox de 32 places chacun, placés au nord et au sud de la gare. La gare est desservie par les lignes 324 et 491 du Régime général des transports routiers.
Une station du service d'autopartage Flex y est implantée.